# François Antoine Denoyé
François Antoine Dénoyé, dit Desnoyers, né le 2 juin 1755 à Strasbourg (Bas-Rhin), mort le 9 décembre 1816 au 138 rue Saint-Denis à Belleville (Seine) , est un général français de la Révolution et de l’Empire.
Il est le fils de Jacques Antoine Dénoyé et d' Elisabeth Wurm, et a été baptisé à la Paroisse catholique de Saint-Pierre-le-Vieux à Strasbourg.

## États de service
Desnoyers est promu général de brigade le 9 juin 1794 et général de division provisoire le 11 mars 1795. Affecté à l’armée des Pyrénées occidentales, il y est toujours employé quand il se marie à Toulouse avec Marie-Félicité Laudun le 7 ventose an IV (26 février 1796). 
Il commande ensuite la place de Besançon jusqu’en juillet 1799. 
Nommé Président d'un Conseil de guerre de la cinquième division militaire à Strasbourg en nivose an 8 (janvier 1800), Desnoyers est à ce moment-là général de brigade à la deuxième division active de l'armée du Rhin. En juin 1800, Desnoyers est toujours général commandant dans le Haut-Rhin.  
Il est mis en non-activité le 23 septembre 1801 et admis à la retraite le 27 août 1803.
En 1804, au retour d'un voyage en Pologne, il est arrêté et détenu pendant plusieurs années dans différentes prisons entre autres celle du Temple.
A la Restauration, Desnoyers est réintégré dans l'armée le 3 juin 1814 avec le grade de maréchal de camp, puis de nouveau mis en non-activité le 1er septembre de la même année.
Le roi Louis XVIII le fait chevalier de la Légion d’honneur le 10 septembre 1814 et chevalier de Saint-Louis le 25 septembre de la même année.
Desnoyers effectue une dernière campagne comme commandant à Aire-sur-la-Lys en juin 1815, puis est définitivement mis à la retraire le 5 juin 1816.
Il meurt à Belleville le 9 décembre 1816 à l'âge de 61 ans.

## Sources
- (en) « Generals Who Served in the French Army during the Period 1789 - 1814: Eberle to Exelmans »
- Thierry Pouliquen, « Les généraux français et étrangers ayant servis [sic] dans la Grande Armée » (consulté le 27 août 2013)
- Arnault – Jay – Jouy – Norvins et autres, Biographie nouvelle des contemporains, ou Dictionnaire historique, Tome 5, 1822